# Philip Michael Thomas
Philip Michael Thomas (Columbus, Ohio, 1949. május 26. –) amerikai színész, leghíresebb szerepét a Miami Vice című tévésorozatban játszotta, később számos tévéfilmben és reklámfilmben szerepelt.

## Életrajza

### Származása, tanulmányai
Thomas az Ohio állambeli Columbus városban született, de San Bernardinóban nőtt fel, itt végezte el a középiskolát is.
Az apja, Louis Diggs, Westinghouse-i üzemvezető volt. Thomas anyja Lulu McMorris volt.
Később a berkeley-i Kaliforniai Egyetemen tanult vallás és filozófia szakon, ez idő alatt nyert szerepet a Hair című musical San Franciscó-i bemutatójára, amellyel megkezdődött színészi karrierje.

### Színészi pályája
Legismertebb szerepét a Miami Vice című sorozatban játszotta, melyben Ricardo Tubbs-ot, az egykori New York-i rendőrt alakította, aki testvérének gyilkosa után kutatva találkozik a Don Johnson által alakított Sonny Crockett-tel, a miami rendőrség beépített zsarujával.
A 90-es években Bud Spencer mellett főszerepet játszott az Extralarge és az Őrangyalok című sorozatokban.
2002-ben a Miami Vice tévésorozathoz miliőre és hangulatra is igen hasonlító Grand Theft Auto: Vice City videójátékban a főhőst segítő karakternek, Lance Vance-nek kölcsönözte a hangját.

### Magánélete
Thomas ismert arról, hogy nem iszik, nem dohányzik és vegetáriánus. 1986-ban feleségül vette Kassandra Thomas-t. Öt közös gyermekük született: Noble, Kharisma, Sovereign, Sacred és Imaj. 1998-ban Thomas és Kassandra elváltak.
Thomas-nak a korábbi kapcsolatokból, további hat másik gyermeke is született: Sacha, Khrishna, India, Gabriel, Chayenne és Melody.

## Filmszerepei

### Tévé- és mozifilmek
- 2003 - Gyilkos sors (Fate) ... Ciprian Raines nyomozó
- 1997-2001 - Nash Bridges - Trükkös hekus (TV Sorozat) ... Cedrick Hawks
- 1996 - Őrangyalok sorozat (Noi siamo angeli) ... Joe Thomas / Zack atya
- 1994 - Kincskommandó (TV Sorozat) ... Gary Colt
- 1991 - Perry Mason: A könyörtelen riporter esete (Perry Mason: The Case of the Ruthless Reporter) ... Chuck Gilmore
- 1991 - Extralarge sorozat  ... Willy Dumas
- 1990 - Egy csöppnyi napsütés ... Tomson
- 1990 - Zorro (TV Sorozat) ... Jack Holten
- 1984-1990 - Miami Vice sorozat ... Ricardo Tubbs nyomozó
- 1982 - Trapper John, M.D. (TV Sorozat) ... Floyd Walsh
- 1981 - Akciócsoport (TV Sorozat) ... Wesley
- 1979 - Késői szerelem (Valentine) ... Bean
- 1978 - Vigyázat, ragadozók! (The Beasts Are on the Streets) ... Eddie Morgan
- 1978 - Starsky és Hutch (TV Sorozat) ... Kingston St. Jacques
- 1976 - Sparkle ... Stix
- 1975 - Mr. Ricco ... Purvis Mapes
- 1974 - Good Times (TV Sorozat) ... Eddie Conroy
- 1973 - Griff (TV Sorozat) ... Eddie Marshall
- 1973 - Book of Numbers ... Dave Green
- 1972 - Stigma ... Dr. Calvin Crosse

### Videójátékok
- 2006 - Grand Theft Auto: Vice City Stories ", mint Lance Vance (szinkronhang)
- 2002 - Grand Theft Auto: Vice City ", mint Lance Vance (szinkronhang)